# Quint Publili
Quint Publili (en llatí: Quintus Publilius) va ser un polític romà. Formava part de la gens Publília, d'origen plebeu.
Va ser elegit tribú de la plebs el 384 aC i aquell any, amb el suport del seu col·lega Marc Meni, va acusar Marc Manli Capitolí, que havia intentat una revolta dels plebeus, i de qui es deia que volia convertir-se en rei de roma o en tirà.